# Локнаш (ручей)
Ло́кнаш — ручей в Московской области России, правый приток реки Локнаш.
Исток — в районе деревни Ковылино городского округа Клин, устье — у деревни Фадеево Волоколамского городского округа. Протекает севернее реки-тёзки, большей частью в лесной зоне, некоторые участки заболочены. Длина водотока — 12 км, по другим данным — 14 км. Плотиной в районе деревни Каверино образовано небольшое водохранилище.
Предполагается балтийское происхождение названия. Прослеживаются параллели в гидронимии балтийских территорий: лит. Lukne, Luknas, латыш. Lukna и ряд других.
По данным Государственного водного реестра России, относится к Верхневолжскому бассейновому округу. Речной бассейн — (Верхняя) Волга до Куйбышевского водохранилища (без бассейна Оки), речной подбассейн — бассейны притоков (Верхней) Волги до Рыбинского водохранилища, водохозяйственный участок — Волга от города Твери до Иваньковского гидроузла (Иваньковское водохранилище).